# Веснин, Александр Александрович
Александр Александрович Веснин (16 [28] мая 1883, Юрьевец, Костромская губерния — 7 ноября 1959, Москва) — русский и советский архитектор, театральный художник и преподаватель. Почётный член Академии строительства и архитектуры СССР (1956), профессор. Один из братьев Весниных.

## Биография
Родился 16 (28) мая 1883 года в Юрьевце. Был младшим сыном в семье Александра Александровича Веснина и Елизаветы Алексеевны (урождённой Ермолаевой). Отец Весниных родом из Старой Ладоги, мать — из уездного города Макарьев. Они познакомились и поженились в Нижнем Новгороде. В приданое невеста получила небольшую усадьбу в Юрьевце-Поволжском, жених — винокуренно-дрожжевой завод от старшей сестры в подарок. Отец много читал, тратил много денег на подписку журналов и газет, писал стихи; мать была прекрасной пианисткой, знала языки, любила читать. Благодаря родителям чтение и музыка стали семейной традицией в доме Весниных. В семье почиталась работа, трудолюбие, честь, верность долгу, любовь друг к другу. Обилие белокаменных храмов в Юрьевце, поездки с родителями в Нижний Новгород, который с детства был для них музеем архитектуры под открытым небом, и прекрасное природное окружение будили в детских душах любовь к рисованию.
В 1901 году одновременно с братом Виктором окончил Московскую практическую академию коммерческих наук и начал учиться в Петербургском институте гражданских инженеров. В 1904 году, на IV курсе, прервали на несколько лет учёбу в институте. Работали помощниками у архитекторов, участвовали в архитектурных конкурсах и занимались в частных художественных студиях (К. Ф. Юона, И. О. Дудина, В. Е. Татлина и др.).

## Творчество

### Работы в театре

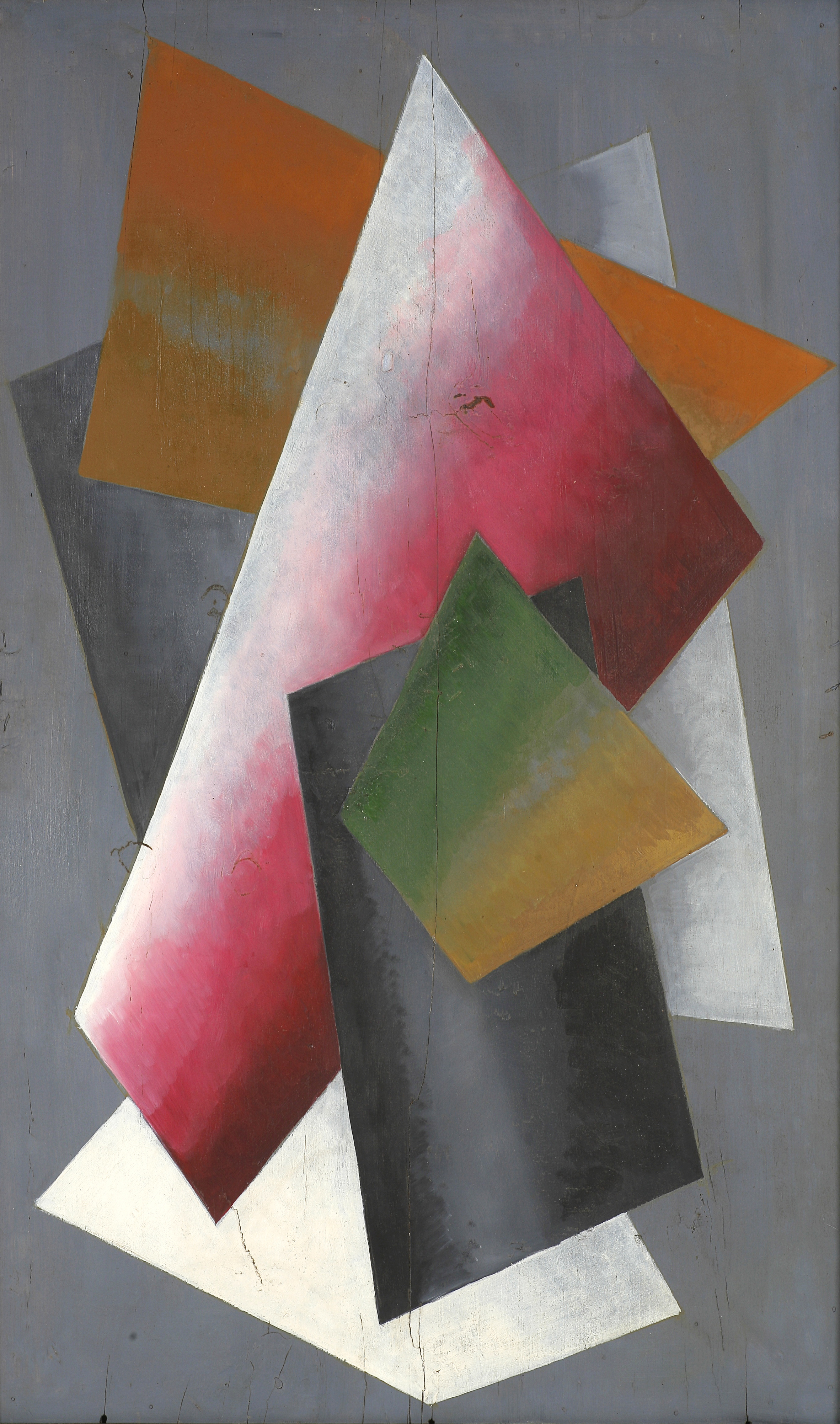
Абстрактная композиция (1915)

С 1919 по 1925 годы он оформлял спектакли:
- Московский Камерный театр — «Федра» (постановка А. Я. Таирова, 1922);[5] «Человек, который был Четвергом» по Г. К. Честертону в инсценировке С. Д. Кржижановского (1923)[6] и «Благовещенье» П. Клоделя (1920).

Для новаторской пьесы, вспоминал искусствовед Абрам Эфрос, Александр Веснин сконструировал уникальную установку с лифтами, движущимися тротуарами, вращающимся и опускающимся полом. «Пьеса жила в подъёмной машине и на лестницах небоскребов. На сцене был город стальных ребер и клеток. Между ними вверх и вниз скользили подъёмники и вилась паутина лестниц. Неугомонно подымались, шмыгали, пропадали люди в клетчатых костюмах, плащах, кепи, цилиндрах».

 Все короткие эпизоды, из которых был составлен спектакль, сменялись с кинематографической быстротой. Одних подобная «свистопляска на сцене», не похожая ни на что на свете, потрясала и удивляла, а других отталкивала, но никого не оставляла равнодушным. Сам же А. Веснин, по воспоминаниям современников, радовался, словно ребёнок — удалось!
- Малый театр — (Ревизор (постановка И. С. Платона, премьера состоялась 24 сентября 1919). «Женитьба Фигаро» (постановка И. С. Платона, премьера состоялась 18 апреля 1920), «Пути к славе» (Эжен Скриб, Пер. И. С. Платона. Постановка Н. О. Волконского, премьера состоялась 14 января 1922 года)
- Московский театр для детей — 1921 год — первым спектаклем нового театра стала «Жемчужина Адальмины» Ивана Новикова по сказке З. Топелиуса, художником которой стал Веснин, его же были и костюмы[9]. Он стал и автором первой эмблемы театра.

### Архитектурные работы
Студентом разработал проект посёлка-сада Никольское под Москвой (1908).
С 1923 года вместе с братьями стал одним из лидеров советской архитектуры конструктивизма.
С 1933 года Александр Александрович и Виктор Александрович возглавляли одну из созданных тогда проектных мастерских Моссовета (переданную вскоре в систему Наркомтяжпрома, а затем в Наркомат нефтяной промышленности).
Участвовал в осуществлении:
- фасада Главного почтамта на Мясницкой улице (1911, проект Л. И. Новикова и О. Р. Мунца),
- в перестройке Банка и Торгового дома на улице Кузнецкий Мост (1913, проект В. И. Ерамишанцева),
- Доходного дома на Кузнецком Мосту в 1914—1916 годах.
- вместе с В. А. Весниным участвовал в строительстве доходного дома на Мясницкой улице, 15 (1912, проект Б. М. Великовского и А. Н. Милюкова),
- в перестройке особняка на Большой Мещанской улице, 20 (1913, проект П. П. Висневского)
- в строительстве особняка в М. Знаменском переулке, 11 (1913, проект А. Г. Измирова)
- скаковых конюшен на Скаковой улице, 3 (1914, проект А. Г. Измирова)
- Универмаг на Красной Пресне в Москве (1927).
- доходного дома Петербургского Страхового общества на улице Сретенка, 26 (1915, проект А. Г. Измирова).
- здание «Ленинградской правды» (1924),
- дом общества «АРКОС» (1924)
- комплекс Днепрогэса (1927—1932). Хотя формально автором проекта считался Виктор Веснин, но деятельное участие в его разработке принимали Леонид и Александр. Они считали Днепрогэс одной из лучших своих работ.
- Дом общества политкаторжан (1931—34) (ныне Театр киноактёра)
- Дворец культуры ЗИЛа (1930—1934)
- рабочие клубы в Баку

### Преподавательская деятельность
В 1920-е преподавал во ВХУТЕМАСе.

Надгробие Весниных на Новодевичьем кладбище (архитектор А. Веснин)

Александр Веснин и Любовь Попова совместно вели мастерскую на младших курсах живописного факультета ВХУТЕМАСа, на базе которой и формировалась пропедевтическая дисциплина Цвет. Они оба были членами Рабочей группы обжективистов ИНХУКа, в которой главное внимание на теоретических дискуссиях обращалось на проработку таких вопросов, как определение и анализ цвета, конкретизация цвета, анализ элементов цвета, вещественность, пространственность.
Л. Попова и А. Веснин в 1920 году вместе делали макет для театрализованного парада войск, посвящённого конгрессу III Интернационала в Москве. Этот парад должен был режиссировать Мейерхольд. Частью макета, о котором можно судить по сохранившемуся рисунку, был город будущего, составленный из геометрических фигур — пирамид и колёс, напоминающих детали машин — конструкция из декорации к спектаклю «Человек, который был Четвергом».
Вместе с М. Я. Гинзбургом являлся ответственным редактором журнала «Современная архитектура» (1926—1930), редактором журнала «Советский художник».
Умер 7 ноября 1959 года. Похоронен на Новодевичьем кладбище, рядом с братьями. Памятник на могиле Весниных выполнен по проекту А. А. Веснина.